# Cottonwood (comté de Coal, Oklahoma)
Pour les articles homonymes, voir Cottonwood.
Cottonwood est une census-designated place du comté de Coal, dans l'État d'Oklahoma, aux États-Unis. En 2020, elle compte une population de 117 habitants.